# 金明識
金明識（韓語：김명식，?—），北韓軍事及政治人物，任職朝鮮人民軍海軍司令部司令及最高人民會議代議員。

## 生平
外間對金明識的事跡所知不多，資料對其記載始於2009年。當年7月，他出任東海艦隊司令官。2012年2月，被晉陞為朝鮮人民軍中將。翌年3月，升為少將。僅一個月後，又被提拔為中將以及海軍司令部司令。2014年3月，他在最高人民會議選舉中首次當選為代議員。

## 資料來源
1. 1 2 3  .   [2014-04-03]. （原始内容存档于2014-04-07）.